# Jakob Friedrich Heusinger
Pour les articles homonymes, voir Heusinger.
Jakob Friedrich Heusinger, né le 11 avril 1719 et mort le 27 septembre 1778, est un philologue allemand.

## Biographie
Il fut recteur du gymnase de Wolfenbuttel. Il est le neveu de Johann Michael Heusinger.

## Œuvres
Il a édité le Traité de l'éducation des enfants de Plutarque, 1749, a publié des Corrections sur Callimaque, 1766, et a donné une excellente édition des Offices de Cicéron, publiée par C. Heusinger, son fils, Brunswick, 1783.